# Вісньово-Елцьке
Вісньово-Елцьке (пол. Wiśniowo Ełckie, нім. Wischniewen) — село в Польщі, у гміні Простки Елцького повіту Вармінсько-Мазурського воєводства.
Населення — 814 осіб (2011).
У 1975-1998 роках село належало до Сувальського воєводства.

## Демографія
Демографічна структура станом на 31 березня 2011 року:
|          | Загалом | Допрацездатний вік | Працездатний вік | Постпрацездатний вік |
| -------- | ------- | ------------------ | ---------------- | -------------------- |
| Чоловіки | 424     | 102                | 287              | 35                   |
| Жінки    | 390     | 88                 | 214              | 88                   |
| Разом    | 814     | 190                | 501              | 123                  |